# Doidae
Doidae — родина лускокрилих, поширені в США, Мексиці, у Центральній і Південній Америці. Раніше її розглядали як підродину Notodontidae. Розмах крил 30—40 мм.

## Спосіб життя
Гусениці розвиваються на рослинах з родини молочайних.

## Систематика
Родину традиційно відносили до надродини Noctuoidea, допоки молекулярний кладистичний аналіз 2009 року не виявив, що вона близька до родини серпокрилок. Тому з 2010-х років родину відносять до надродини Drepanoidea.
Охоплює 2 роди.
- Рід Doa
  - Doa ampla Grote, 1878
  - Doa cubana Schaus, 1906
  - Doa dora Neumoegen & Dyar, 1894
  - Doa raspa Druce, 1894
  - Doa translucida Dognin, 1910
- Рід Leuculodes
  - Leuculodes dianaria Dyar, 1914
  - Leuculodes lacteolaria (Hulst, 1896)
  - Leuculodes lephassa Druce, 1897